# Biesiadki (województwo lubelskie)
Biesiadki – wieś w Polsce położona w województwie lubelskim, w powiecie łęczyńskim, w gminie Cyców. Przez miejscowość przebiega droga wojewódzka nr 839.
Wieś stanowi sołectwo gminy Cyców. Według Narodowego Spisu Powszechnego z roku 2011 wieś liczyła 68 mieszkańców.
W latach 1975–1998 miejscowość administracyjnie należała do województwa chełmskiego.